# Martin Dyrynk
Martin Dyrynk (6. srpna 1941 Praha – 29. června 2019 Sedlčany) byl český grafik, typograf a bibliofil.

## Život
Žil v Praze na Vinohradech, kde vyrůstal se svým bratrem Michalem Dyrynkem, který se věnoval keramice. V letních měsících chalupařil ve Vysokém Chlumci u Sedlčan. Vyučen sazečem, studoval na Státní škole grafické v Praze a své humanitní vzdělání ukončil na SVVŠ. V letech 1967–1969 pedagog na Střední výtvarné škole v Praze. V roce 1970 zaměstnán v KPVU (Klub přátel výtvarného umění), kde organizoval kulturu středočeského kraje, a současně založil Ars klub (sdružení výtvarníků), dále již pracoval na volné noze, což mu umožnilo věnovat se naplno typografii. Byl také organizátorem Letního výtvarného salonu ve Vysokém Chlumci v letech 1982–1991.
Zemřel roku 2019 a je pohřben na Vinohradském hřbitově.

## Dílo
Jeho tvorba je široká – od filmových, divadelních a bezpečnostních plakátů přes návrhy logotypů, diplomů, tvorbu exlibris, bibliofilských novoročenek a jiných bibliofilií k typografické úpravě knih a obzvlášť instalaci výstav. Vliv na výběr jeho povolání měl dědeček Karel Dyrynk (1876–1949), typograf, tvůrce písma, knihtiskař, redaktor, odborný publicista a zakládající člen Spolku českých bibliofilů (1908). Martin Dyrynk se stal členem Spolku českých bibliofilů v roce 1978, byl dlouholetým členem výboru spolku a v letech 2004–2016 předsedou spolku. Po ukončení předsednictví dostal titul čestného předsedy. Mezi léty 1980–2019 typograficky upravoval většinu spolkových publikací včetně 41 svazků edice „Pupilla“. Kromě členství v SČB byl také členem SČUG Hollar a Asociace užité grafiky-Icogrady.
Martin Dyrynk vzdal hold svému dědečkovi Karlu Dyrynkovi podrobným soupisem jeho typografického díla, několikrát ho publikoval i doplňoval. K 70. výročí úmrtí Karla Dyrynka připravoval Martin Dyrynk druhé vydání vzácné bibliofilie Karla Dyrynka s názvem Písma Josefa Váchala, kterou v edici Non multis vydal 1930 A. Sáňka v Brně v počtu 60 ručně číslovaných výtisků. Tato Martinem Dyrynkem upravená a doplněná reedice se stala jeho poslední typografickou prací, je autorsky dokončena a SČB ji vydal pro přátele a své členy.
Od roku 1969 vydával PF (novoroční soukromé bibliofilské tisky) v edici „Slza“. Do těchto novoročenek zařazoval mimo jiné také politicky nežádoucí nebo zakázané autory či signatáře Charty 77, s kterými ho časem propojovalo pouto nejen pracovní, ale také přátelské. Dále se podílel na výrobě a distribuci samizdatů v 70. letech 20. stol., čímž se dostal do zájmu StB. V 70. a 80. letech posílal Karlu Krylovi do exilu bibliofilie vydané Spolkem českých bibliofilů nebo pro spolek. Od roku 1999 upravoval knihy pro knižní edici Ceny Nadace Dagmar a Václav Havlových VIZE 97.
Kromě bibliofilských tisků upravil 250 knih, 330 plakátů, 65 logotypů, upravoval 7 časopiseckých periodik. Nejen že se profesionálně zabýval užitou grafikou, ale svým typickým výtvarným názorem také instaloval množství výstav. Jeho tvorba představovala talent, nadání, pracovitost, znalost, smysl pro detail až s nádechem absolutní preciznosti.
Zúčastnil se 17 samostatných, 48 domácích a 25 mezinárodních výstav, například v Kalifornii, a jeho tvorba získala významná domácí i zahraniční ocenění.

## Rodina
Z prvního manželství (1965–1980) s výtvarnicí Vlastou Dyrynkovou rozenou Kubínovou, se kterou pracoval na výtvarných projektech, má dceru Šárku Alexu rozenou Dyrynkovou, která studovala uměleckoprůmyslovou školu v Praze a je podnikatelkou. Podruhé uzavřel sňatek v roce 1998, se zubní lékařkou Danielou Dyrynkovou rozenou Hermovou.